# Ottavio Vannini

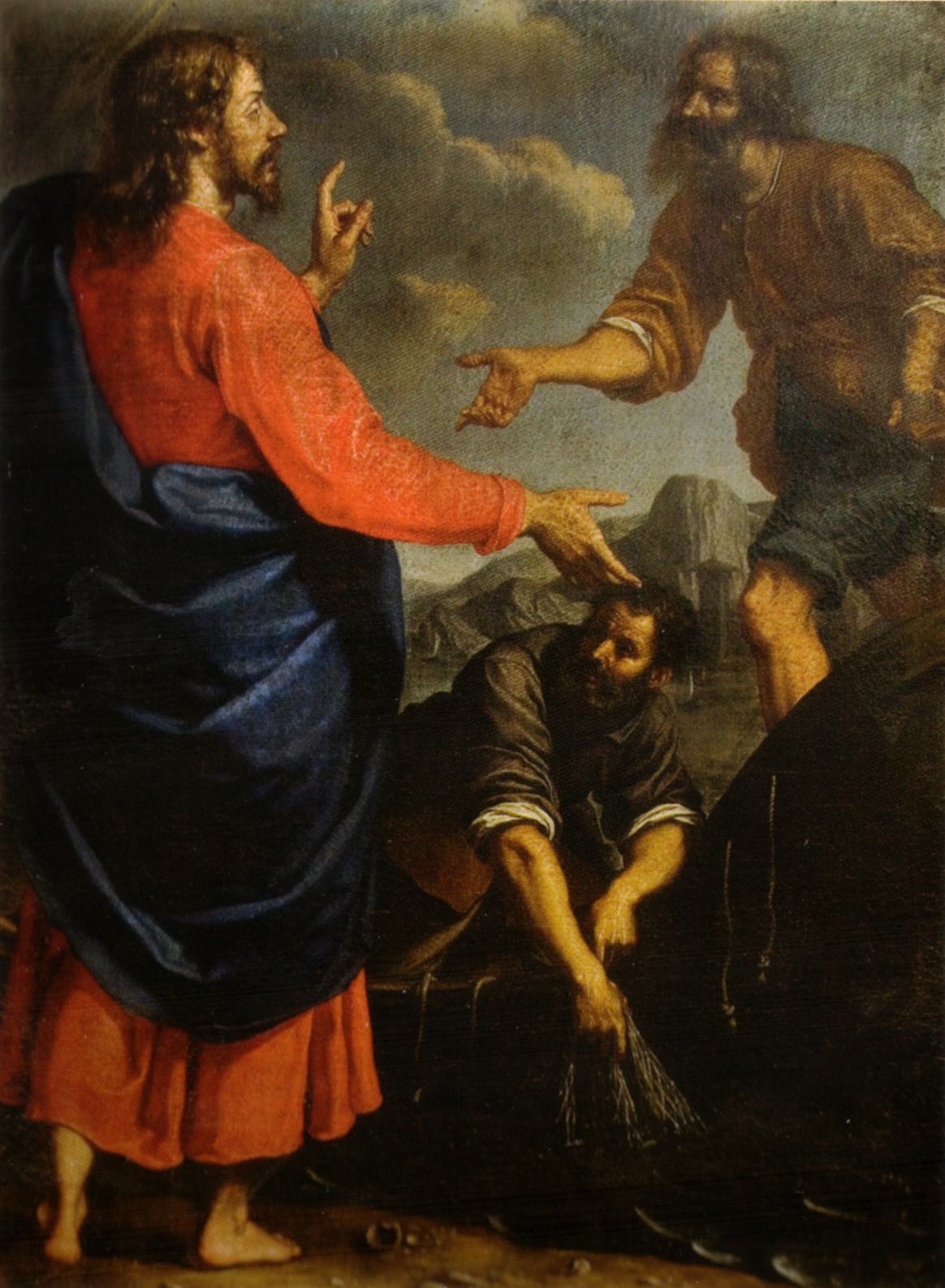
Vocazione di Sant'Andrea e San Pietro

Ottavio Vannini (Florència, 15 de setembre de 1585 - 1643) va ser un pintor italià.

## Biografia
Va néixer a Florència, el seu pare es deia Michele Vannini. Inicialment va treballar durant quatre anys com aprenent al taller de Giovanni Battista Mercati, després es va traslladar a Roma i va entrar al taller d'Anastasio Fuontebuoni. De tornada a Florència va col·laborar amb Passignano, i amb el seu taller va treballar a Santa Maria Maddalena de' Pazzi i a la façana del palau dell'Antella.
Entre les seves obres principals una taula que representa San Vincenzo Ferrer per l'esglèsia de San Marco a Florència i una Adoració dei Magi per l'església del Carmine.
Va pintar també el retaule d'altar per la capella del Santissimo Sacramento a la catedral de Colle di Val d'Elsa. A més va pintar un Tancredi e Erminia, i un Ecce Homo ara exposat al Palau Pitti. Entre les seves obres també la Comunione de San Girolamo per l'esglèsia de Santa Anna. Altres obres a Florència es troben a San Felice in Piazza (Miracolo di sant#'Antonio Abate), a Santa Maria Maggiore (ca 1640), a San Gaetano (1642-1643), a la Santissima Annunziata, en el Casino de San Marco, en el Palau Galli Tassi de la via Pandolfini (ca 1623), a la vila de Poggio Imperiale (Imprese di Cosimo II), en la pinacoteca de la Certosa del Galluzzo. A Siena va treballar en el Duomo.
En ocasió de les noces entre Ferdinando II de' Medici i Victòria de la Rovere va ser entre els pintors dirigits per Giovanni da San Giovanni encarregats de decorar algunes sales del Palau Pitti: Ottavio Vannini va pintar l'escena de Lorenzo il Magnifico ircondato dagli artisti (1638-1642).
Va ser un requerit executor de còpies d'obres cèlebres destinades a substituir en esglésies i oratoris els originals comprats pels Mèdici. En són un exemple la còpia de la Disputa sulla Trinità d'Andrea del Sarto avui a Santa Lucia dei Magnoli o la Pietat de Perugino, avui a la vila di Poggio Imperiale.
El 2007, l'obra de Vannini, "El triomf de David" (cedida a la col·lecció de la família Haukohl) de 1640 penjada al Milwaukee Art Museum Early European Gallery va ser atacada per una persona descrita amb antecedents de malaltia mental. Es va informar que estava molest per la imatge del cap trencat de Goliat. 